# Б-67 (спортивный клуб)
«Болльклуббен ау 1967» (дат. Boldklubben af 1967) или просто Б-67 (дат. и гренл. B-67) — спортивный клуб из Гренландии. Базируется в Нууке. Участвует в соревнованиях по футболу, бадминтону и гандболу.

## Футбол
Клуб основан в 1967 году и с того же года принимает участие в чемпионате по футболу Гренландии. До 1982 года, когда стал третьим, призовых мест не занимал. Но в 1993 году начинается доминирование клуба в чемпионате, и к 2018 году он завоёвывает 13 чемпионских титулов, 4 вторых и 3 третьих места.

## Достижения
Чемпионат Гренландии по футболу
- Чемпион: 13 (1993, 1994, 1996, 1999, 2005, 2008, 2010, 2012, 2013, 2014, 2015, 2016, 2018)
- Серебро: 2 (2002, 2004)
- Бронза: 1 (2003)

Чемпионат Гренландии по футболу (женщины)
- Серебро: 5 (1988, 1989, 1990, 1992, 1994)
- Бронза: 1 (1995)

Чемпионат Гренландии по гандболу
- Чемпион: 1 (1984)